# Demokratische Union des Finnischen Volkes
Die Demokratische Union des Finnischen Volkes (finnisch Suomen Kansan Demokraattinen Liitto, abgekürzt SKDL; schwedisch Demokratiska Förbundet för Finlands Folk, abgekürzt DFFF) war ein auch als Volksdemokraten bekanntes linkes Parteienbündnis in Finnland.

## Geschichte
Die SKDL wurde im Oktober 1944 auf Initiative der Kommunistischen Partei Finnlands (SKP) gegründet. Als Ziel wurde ausgegeben, alle progressiven Kräfte des Landes zu vereinigen. Neben der SKP traten dem Bündnis als weitere Parteien bei:
- die Partei der Arbeit (eine linke Abspaltung der Sozialdemokraten unter Mauno Pekkala) und
- Vapaa Sana („Das Freie Wort“) (eine sozialdemokratische Gruppierung, benannt nach der gleichnamigen Zeitung, unter der Führung von Karl H. Wiik)

sowie 1973
- die Sozialistische Arbeiterpartei (eine Abspaltung des aus der SDP hervorgegangenen Sozial-Demokratischen Bundes).

Bei den Parlamentswahlen im März 1945 errang die SKDL 49 Sitze, woraufhin sie der Regierung beitrat. Mauno Pekkala übte von 1946 bis 1948 das Amt des Ministerpräsidenten aus. Danach waren die Volksdemokraten bis 1966 Oppositionspartei. Bei den Parlamentswahlen 1958 wurde die SKDL die stärkste Kraft und eine Regierungsbeteiligung erschien aussichtsreich; allerdings bildete der Sozialdemokrat Karl-August Fagerholm eine große Koalition mit der Bauernpartei und den Konservativen; bis 1982 gehörten sie dann erneut fast ohne Unterbrechung der Regierung an. Dabei wurde die SKDL nahezu ausnahmslos von nichtkommunistischen Vorsitzenden geführt; allerdings dominierten insgesamt stets die Anhänger der SKP. Das beste Ergebnis wurde bei der Parlamentswahl 1958 mit 50 Mandaten erzielt. Damit waren die Volksdemokraten stärkste Fraktion.
In den 1980er-Jahren spaltete sich die SKP in einen streng marxistisch-leninistisch orientierten und einen betont eurokommunistischen Flügel. Dies schlug sich auch innerhalb der SKDL nieder: Die Moskau-treuen Mitglieder verließen das Bündnis und gründeten sich als Demokratische Alternative (DeVa) neu. 1990 ging die SKDL ihrerseits im Linksbündnis auf. Zuletzt hatte sich die Abgeordnetenzahl im Reichstag auf 16 verringert; bei der Parlamentswahl 1987 erhielt das Bündnis nur noch 9,39 Prozent der Stimmen.
Eine wichtige Rolle spielten die Volksdemokraten bei der Präsidentschaftswahl 1956. Durch geschicktes Taktieren halfen sie mit, den Kandidaten des Landbundes, Urho Kekkonen, ins Amt zu bringen. Kekkonen galt als der Sowjetunion zugeneigter als sämtliche anderen Kandidaten. Bei der Präsidentschaftswahl 1962 verlor SKDL-Kandidat Paavo Aitio deutlich gegen Kekkonen, den die Volksdemokraten bei den beiden folgenden Wahlen dann offiziell unterstützten.

## Wahlergebnisse

### Parlamentswahlen
| Wahl | Mandate (von 200) | Stimmen | Prozent |
| ---- | ----------------- | ------- | ------- |
| 1945 | 49                | 398.618 | 23,47   |
| 1948 | 38                | 375.538 | 19,88   |
| 1951 | 43                | 391.134 | 21,58   |
| 1954 | 43                | 433.251 | 21,57   |
| 1958 | 50                | 450.220 | 23,16   |
| 1962 | 47                | 506.829 | 22,02   |
| 1966 | 41                | 502.374 | 21,20   |
| 1970 | 36                | 420.556 | 16,58   |
| 1972 | 37                | 438.757 | 17,02   |
| 1975 | 40                | 519.483 | 18,89   |
| 1979 | 35                | 518.045 | 17,49   |
| 1983 | 27                | 400.930 | 13,46   |
| 1987 | 16                | 270.433 | 09,39   |

### Kommunalwahlen
| Wahl | Mandate | Stimmen | Prozent |
| ---- | ------- | ------- | ------- |
| 1945 | 2.496   | 275.324 |         |
| 1947 | 2.005   | 314.156 | 20,4    |
| 1950 | 2.517   | 347.102 | 23,04   |
| 1953 | 2.546   | 406.324 | 23,10   |
| 1956 | 2.272   | 353.967 | 21,17   |
| 1960 | 2.409   | 432.146 | 22,01   |
| 1964 | 2.417   | 470.550 | 21,94   |
| 1968 | 1.770   | 382.882 | 16,91   |
| 1972 | 1.731   | 437.130 | 17,48   |
| 1976 | 2.050   | 494.920 | 18,45   |
| 1980 | 1.835   | 456.177 | 16,64   |
| 1984 | 1.482   | 354.582 | 13,15   |
| 1988 | 1.209   | 270.532 | 10,29   |

### Präsidentschaftswahlen
| Wahl | Kandidat                               | Indirekte Wahl | Indirekte Wahl | Indirekte Wahl |              |              |
| Wahl | Kandidat                               | Wahlmänner     | Stimmen        | Prozent        |              |              |
| 1950 | Mauno Pekkala                          | 67             | 338.035        | 21,43          |              |              |
| 1956 | Eino Kilpi                             | 56             | 354.575        | 18,69          |              |              |
| 1962 | Paavo Aitio                            | 63             | 451.750        | 20,5           |              |              |
| 1968 | Unterstützung Urho Kekkonens (Zentrum) | 56             | 345.609        | 16,95          |              |              |
| 1978 | Unterstützung Urho Kekkonens (Zentrum) | 56             | 445.098        | 18,18          |              |              |
| 1982 | Kalevi Kivistö                         | 32             | 348.359        | 11,0           |              |              |
| Wahl | Kandidat                               | Indirekte Wahl | Indirekte Wahl | Indirekte Wahl | Direkte Wahl | Direkte Wahl |
| Wahl | Kandidat                               | Wahlmänner     | Stimmen        | Prozent        | Stimmen      | Prozent      |
| 1988 | Kalevi Kivistö (Liike 88)              | 26             | 286.833        | 9,61           | 330.072      | 10,67        |

## Führungspolitiker
Parteivorsitzende:
- Karl H. Wiik (1944)
- Carl-Johan Sundström (1944–1946)
- Jaakko W. Keto (1946–1948)
- Kusti Kulo (1948–1966)
- Ele Alenius (1966–1979)
- Kalevi Kivistö (1979–1985)
- Esko Helle (1985–1988)
- Reijo Käkelä (1988–1990)

Generalsekretäre:
- Tyyne Tuominen (1944–1949)
- Yrjö Enne (1949–1952)
- Hertta Kuusinen (1952–1958)
- Yrjö Enne (1959–1961)
- Mauno Tamminen (1962–1965)
- Ele Alenius (1965–1967)
- Aimo Haapanen (1967–1977)
- Jorma Hentilä (1977–1984)
- Reijo Käkelä (1984–1988)
- Salme Kandolin (1988–1990)